# 尤里·安东诺夫
尤里·米哈伊洛维奇·安东诺夫（俄語：Юрий Михайлович Антонов；1945年2月19日—）是前苏联及俄罗斯作曲家，流行音乐歌手。俄罗斯人民艺术家。

## 生平
1945年2月生于塔什干。父亲是乌克兰裔蘇聯陸軍军官，第二次世界大战后在柏林驻德苏联军事管理委员会工作。他的母亲娜塔莉亚也是乌克兰人，老家在波尔塔瓦州克列緬丘格。
父亲被转到白俄罗斯工作，一家人也搬到了那里。1963年从莫洛傑奇諾音乐学院毕业后，开始在明斯克儿童音乐学校担任音乐老师，期间也参加乐团演出。1970年春，他移居莫斯科，曾担任“好伙伴”乐队、索夫列门尼克乐队主唱。1973年，旋律唱片公司发行了安东诺夫（索夫列门尼克乐队）的第一张专辑。随后，他活跃于流行乐和摇滚乐团，同时也为电影作曲。1980年代末，他的作品遭到了苏联政府的审查，其作品被禁止在公开场合播放。
苏联解体后，他于1997年被俄罗斯政府授予人民艺术家荣誉称号。